# 鸭舌广舅
鸭舌广舅（学名：Spermacoce articularis）为茜草科鸭舌广舅属下的一个种。